# Euryglossina minima
Euryglossina minima är en biart som först beskrevs av Cockerell 1910.  Euryglossina minima ingår i släktet Euryglossina och familjen korttungebin. Inga underarter finns listade i Catalogue of Life.

## Bildgalleri

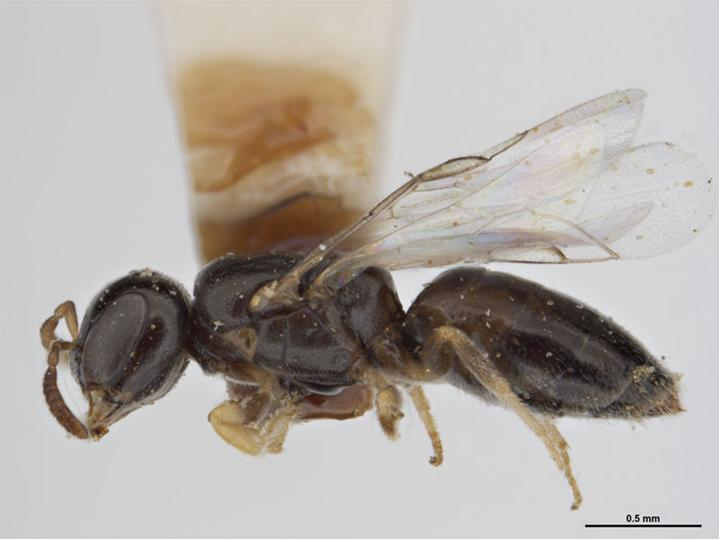